# Hietajärvi (sjö i Finland, Lappland, lat 66,02, long 27,50)
Hietajärvi är en sjö i Finland. Den ligger i kommunen Posio i landskapet Lappland, i den norra delen av landet, 700 km norr om huvudstaden Helsingfors. Hietajärvi ligger 212,4 meter över havet. Arean är 87,5 hektar och strandlinjen är 5,09 kilometer lång. Sjön  ingår i Ijo älvs huvudavrinningsområde. 